# Cine Monumental (Rosario)
Nuevo Monumental (antiguamente conocido como Cine Monumental) es un complejo de cines perteneciente a la empresa Compañía Monumental S.A., que se encuentra en la ciudad de Rosario, provincia de Santa Fe, Argentina. El complejo se ubica en plena zona centro de la ciudad, en la intersección de las calles San Martín y San Luis y cuenta con nueve salas en las que se reparten más de 1000 butacas con sonido Dolby Digital.

## Historia
En 1910, en la misma esquina donde se encuentra el Monumental se encontraba entonces el Café San Martín, que ofrecía funciones de cine. Al poco tiempo se realizaron reformas en el café y éste pasó a llamarse Cine San Martín, funcionando con ese nombre hasta 1934. En 1935 finalizaron las obras del nuevo edificio y, con la incorporación de equipo sonoro, inauguró, el 19 de diciembre a las 21.15 hs, con el nombre de Cine Monumental.
En 1942 la sala es comprada por la Sociedad Exhibidora Rosarina y en mayo de 1955 la misma colocó la pantalla panorámica y, el 10 de noviembre del mismo año, estrenó la película El manto sagrado, primera película en Cinemascope. Se considera que fue la primera sala con sistema Cinemascope, ya que días antes el Cine Radar intentó reproducir películas con ese sistema pero sus funciones no llegaron a ser óptimas.
En el año 1968 se colocó el equipo de aire acondicionado. El viejo cine de una sola sala funcionó hasta el 31 de octubre de 1996, fecha en que cerró sus puertas para dejar paso a la construcción de un complejo de 4 salas, que sería el primer complejo de cines de la ciudad.
El Cine Monumental reabrió sus puertas el 21 de agosto de 1997 con equipos de proyección Victoria 10® de última generación, torre de lentes, platos de proyección continua, sonido Dolby Digital®, D.T.S, procesadores C.P. 500 y parlantes JBL. Años más tarde la cantidad de salas se extendió a 9, siendo hasta la fecha el único complejo de cines ubicado en el microcentro de Rosario. El 20 de mayo de 2010, se inauguró la nueva sala Digital 3D, siendo así, la cuarta sala 3D en Rosario.
Para agosto de 2018 el complejo se encontraba con varias dificultades económicas y fue vendido; la nueva administración le cambió el nombre a "Nuevo Monumental".

## Características
- Características técnicas del complejo:
  - Salas Climatizadas.
  - Sonido Digital.
  - Pantallas panorámicas de última generación.
  - Cafetería y centro de comidas rápidas.

- Características de las salas:
  - Posee nueve salas de las cuales una proyecta en 3D. Las salas 1 y 4 son tipo Stadium.

- Proyectores digitales 3D:
  - La sala número 4 proyecta en 3D y cuenta con 230 butacas. El sistemas es Dolby Digital y el proyector es Christie® CP2210 DLP digital cinema projector